# Roberto Muñoz (beisbolista venezolano)
Roberto Muñoz Rodríguez (Caracas; 5 de febrero de 1941 - Maracay; 24 de septiembre de 2012) fue un jugador profesional de béisbol, que jugaba como pitcher en la Major Leagues.
Forma parte del Salón de la Fama del Béisbol Venezolano y su número 20 fue retirado de los Tigres de Aragua el pasado 13 de diciembre de 2015.
También jugó en Venezuela con los Tiburones de La Guaira, Navegantes del Magallanes, e Industriales de Valencia.

## Equipos
- Kansas City Athletics (1967)
- Oakland Athletics (1970)
- San Diego Padres (1970)
- Chicago Cubs (1970).